# Spencer Jones
Spencer Jones, född 14 juni 2001 i Shawnee Mission i Kansas, är en amerikansk professionell basketspelare (SF) som spelar för Denver Nuggets i National Basketball Association (NBA).
Han blev aldrig NBA-draftad.
Innan Jones blev proffs studerade han vid Stanford University och spelade för deras idrottsförening Stanford Cardinal.